# Cantón de Le Horps
El cantón de Le Horps era una división administrativa francesa, que estaba situada en el departamento de Mayenne y la región de Países del Loira.

## Composición
El cantón estaba formado por ocho comunas:
- Champéon
- Charchigné
- Hardanges
- La Chapelle-au-Riboul
- Le Ham
- Le Horps
- Le Ribay
- Montreuil-Poulay

## Supresión del cantón de Le Horps
En aplicación del Decreto nº 2014-209 de 21 de febrero de 2014, el cantón de Le Horps fue suprimido el 22 de marzo de 2015 y sus 8 comunas pasaron a formar parte; siete del nuevo cantón de Lassay-les-Châteaux y una del nuevo cantón de Villaines-la-Juhel.